# Феноксиметилпенициллин
Феноксиметилпенициллин  (Phenoxymethylpenicillin, Penicillin V) — β-лактамный антибиотик естественного происхождения из группы пенициллинов, который, как и бензилпенициллин, подвержен деградации под воздействием β-лактамаз.

## Фармакотерапевтическая группа
Феноксиметилпенициллин, или пенициллин V, кислотоустойчив и используется вместо пенициллина G для перорального применения. Активен в отношении грамположительных (стафилококки, стрептококки, пневмококки) и грамотрицательных (менингококки, гонококки) кокков, спирохет, клостридий, коринебактерий. Основными недостатками являются низкий уровень абсорбции в желудочно-кишечном тракте и чувствительность к ферменту β-лактамазе. 

### Фармакологические свойства
- препарат оказывает антибактериальное действие путём подавления процесса деления бактерий, что приводит к их гибели;
- препарат хорошо и быстро всасывается в пищеварительном тракте;
- лечебные концентрации препарата в крови создаются уже через 30 минут и сохраняются на протяжении 6 — 8 часов;
- проникает через плацентарный барьер и поступает в грудное молоко;
- выводится из организма преимущественно с мочой.

## Показания
Применяют для лечения инфекционных заболеваний, вызванных чувствительными к феноксиметилпенициллину микроорганизмами, в том числе при таких заболеваниях, как обострение хронического бронхита, воспаление легких, ангина и хронический тонзиллит, средний отит, заболевания кожи и мягких тканей (рожистое воспаление, стрептодермия и пиодермия); инфекционные заболевания: гонорея, сифилис, столбняк, сибирская язва. Является одним из основных препаратов для профилактики осложнений при ангинах и хроническом тонзиллите, в частности острой ревматической лихорадки, малой хореи, бактериального эндокардита, гломерулонефрита. Применяется при дифтерийном носительстве, а также для профилактики бактериального эндокардита после малых хирургических вмешательств (удаление зуба, удаление миндалин).

## Противопоказания
Феноксиметилпенициллин противопоказан при повышенной чувствительности к пенициллинам, цефалоспоринам, карбапенемам, при нарушении всасывания из пищеварительного тракта, а также при тяжелых заболеваниях ЖКТ, сопровождающихся рвотой и диареей.

## Предостережения при применении
Следует с осторожностью применять препарат больным аллергическим диатезом и бронхиальной астмой. При беременности и в период грудного вскармливания возможен прием Феноксиметилпенициллина, однако перед началом лечения следует тщательно взвесить ожидаемую пользу его применения для матери и потенциальный риск для плода или ребёнка.
При почечной недостаточности необходимо снизить дозу или увеличить интервал между приемами.
У больных с аллергической реакцией на цефалоспориновые антибиотики (цефалексин, цефазолин, цефтриаксон, цефотаксим и др.) может возникать перекрестная аллергия и на Феноксиметилпенициллин.

## Взаимодействие с лекарственными средствами
При принятии каких-либо других лекарственных средств необходимо обязательно сообщить об этом врачу.
Питьевая сода (натрия гидрокарбонат) уменьшает всасывание феноксиметилпенициллина в кишечнике. Совместное применение с рядом других антибактериальных препаратов, такими как сульфадиметоксин, бисептол котримоксазол, тетрациклин, доксициклин, левомицетин, эритромицин, взаимно снижает эффективность действия этих препаратов. При одновременном применении феноксиметилпенициллина с гормональными противозачаточными препаратами эффективность последних снижается. Ацетилсалициловая кислота и индометацин замедляют выведение феноксиметилпенициллина почками и таким образом удлиняют его действие в организме больного.

## Особые указания
При длительном приеме феноксиметилпенициллина необходимо с некоторой периодичностью делать контрольные анализы крови и оценивать функциональное состояние почек.

## Способ применения и дозы
Феноксиметилпенициллин принимают внутрь натощак, за 30 60 минут до, или через 2 часа после еды. Относительно дозировки для детей необходимо проконсультироваться с врачом.
Взрослые принимают по 2 — 3 таблетки (0,5 — 0,75 г) 3 — 4 раза в день, максимальная суточная доза — 16 таблеток (4,0 г). Продолжительность лечения — не менее 5-7 дней; при инфекциях, вызванных β-гемолитическим стрептококком, — 7-10 дней.
Для профилактики рецидивов ревматической атаки и/или малой хореи принимают по 2 таблетки (0,5 г) 2 раза в сутки.
Относительно дозировки при применении с целью профилактики стрептококковых инфекций и профилактики эндокардита после малых хирургически) вмешательств необходимо посоветоваться с врачом.

## Побочные эффекты
Феноксиметилпенициллин — безопасный препарат, который, как правило, хорошо переносится, но иногда может вызывать кратковременную тошноту, рвоту, понос, диарею, запор, воспаление языка и десен, головную боль, в ряде случаев кожные проявления аллергии (зуд, высыпания, покраснение). Предшествующая реакция гиперчувствительности на любой пенициллин является противопоказанием. Противопоказания пенициллина включают наличие в анамнезе тяжелых аллергических реакций на пенициллин и его производные.
Аллергические реакции чаще возникают у взрослых и после внутримышечных инъекций.
Срок годности: 4 года.
Запрещается пользоваться лекарственным средством после указанной на упаковке даты срока годности.
Визуальные приметы непригодности препарата: изменение цвета таблеток (в норме — белый).

## Условия хранения
Хранить в сухом, защищённом от света месте при температуре от 15 °C до 25 °C. Хранить в недоступном для детей месте.

## Правила отпуска
По рецепту.